# Douglas R. Hofstadter

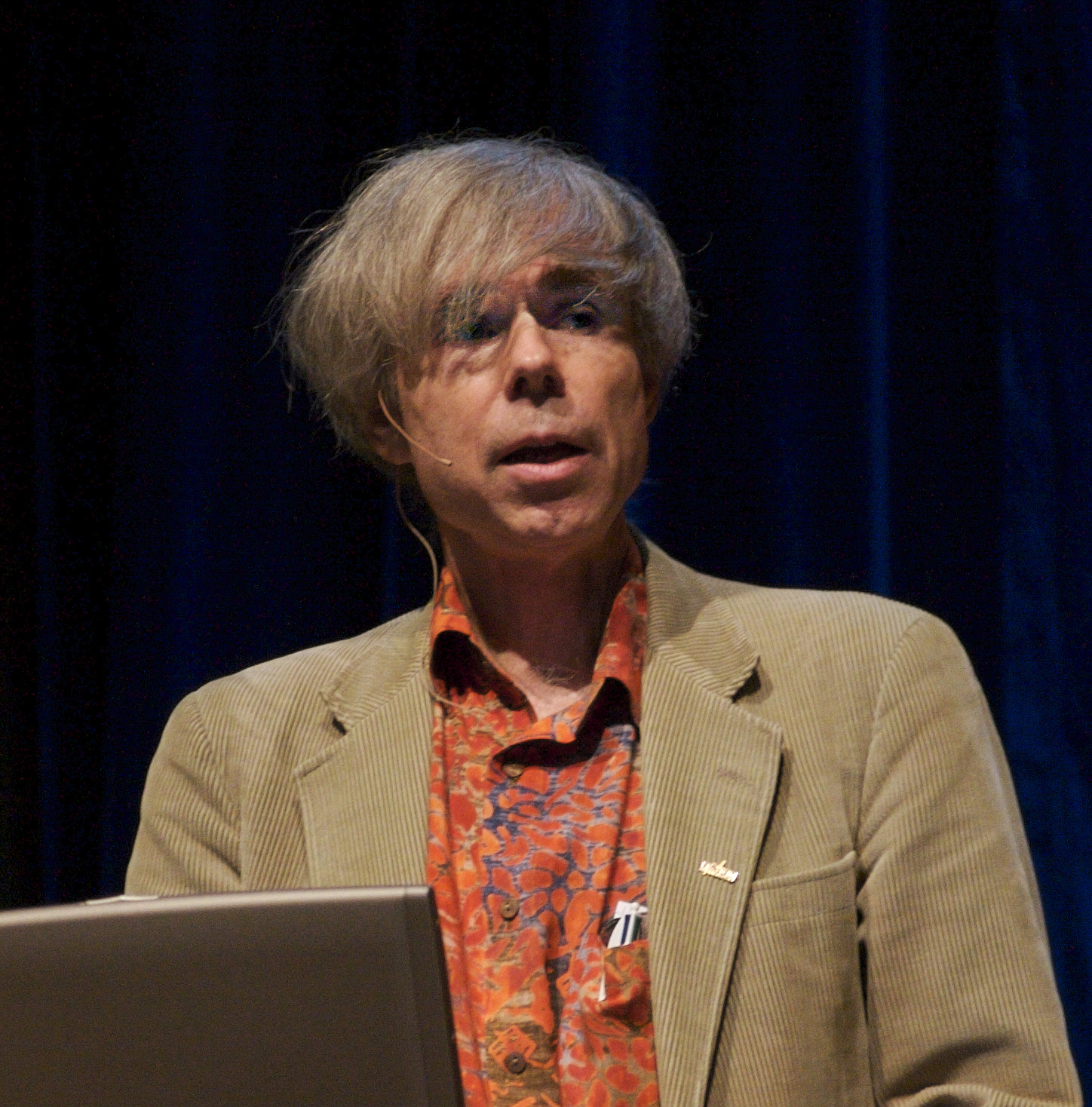
Douglas Hofstadter (2006 in Stanford)

Douglas Richard Hofstadter (* 15. Februar 1945 in New York City) ist ein US-amerikanischer Physiker, Informatiker und Kognitionswissenschaftler.

## Leben
Douglas Hofstadter ist der Sohn des Physik-Nobelpreisträgers Robert Hofstadter. Er verbrachte seine Jugend in Genf, graduierte 1965 an der Stanford University mit Auszeichnung in Mathematik und promovierte 1975 an der University of Oregon in Physik bei Gregory Wannier (Dissertation: The energy levels of Bloch electrons in magnetic fields). Hofstadter war 1975 Predoctoral Fellow an der Universität Regensburg und später Gastprofessor am MIT und ist derzeit Professor für Kognitionswissenschaften an der Indiana University Bloomington.
Er hat zwei Kinder. Seine erste Frau, die er 1985 heiratete, starb 1993. Seit 2012 ist er mit Baofen Lin verheiratet.
Hofstadter hat eine Leidenschaft für Fremdsprachen. Neben seiner Muttersprache Englisch spricht er Französisch und Italienisch fließend und recht gut Deutsch. Sein Buch Onegin ist eine Versübersetzung des Romans Eugen Onegin von Alexander Puschkin.

## Werk

### Hofstadter-Schmetterling

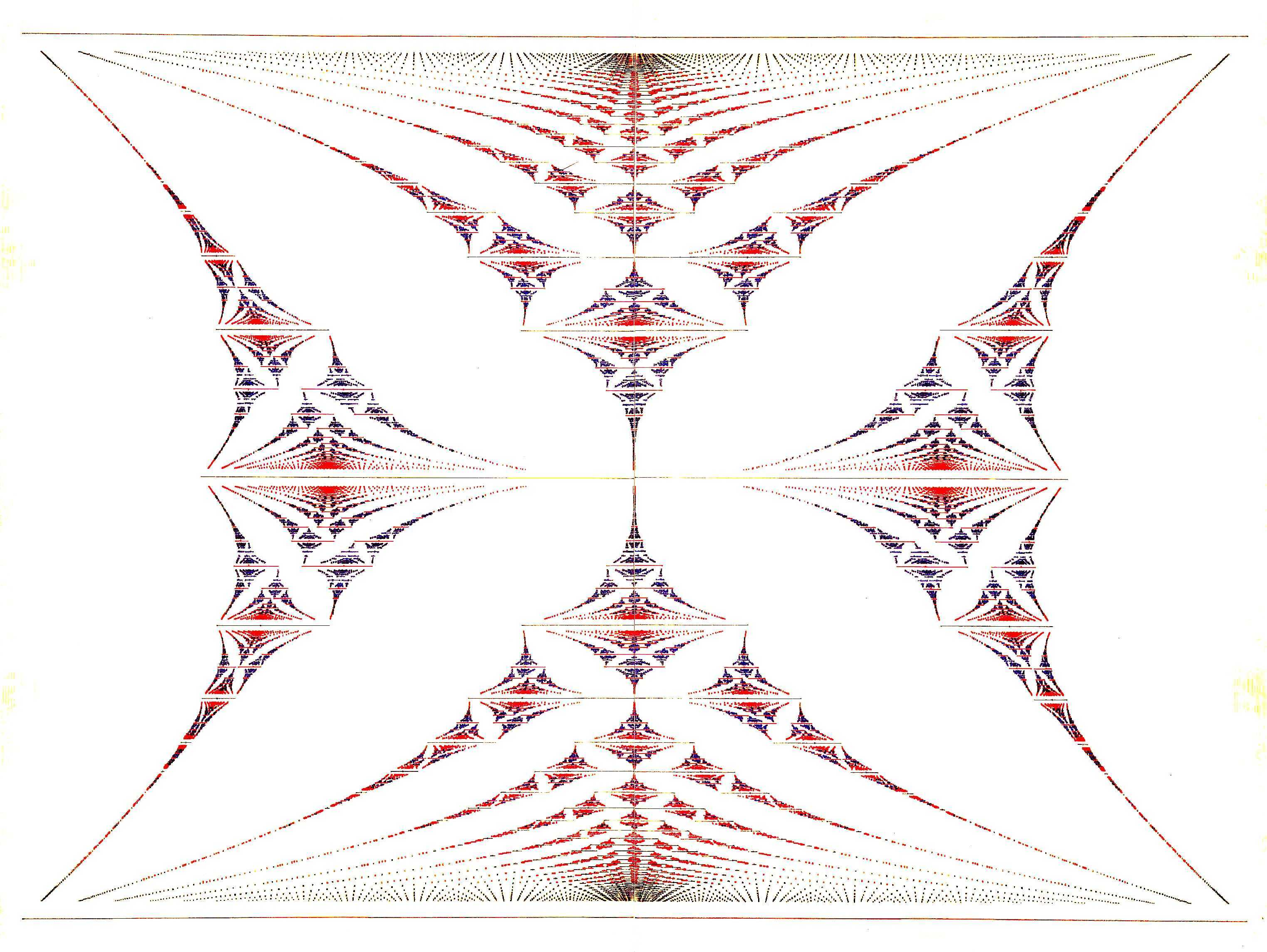
Hofstadter-Schmetterling

1975 untersuchte er das energetische Spektrum von Elektronen in zweidimensionalen Gitterstrukturen mit einem äußeren Magnetfeld, das eine selbstähnliche fraktale Struktur ergibt, den Hofstadter-Schmetterling. Die ersten Berechnungen dazu führte er mit Hilfe eines HP-9820A-Tischcomputers an der Universität Regensburg als Gastwissenschaftler durch. Sie waren auch Gegenstand seiner Dissertation; später wurden die Ergebnisse in der Physical Review publiziert. Dies wurde 2013 auch experimentell in Graphen-Supergittern unabhängig von verschiedenen Gruppen (University of Manchester und eine Gruppe um Hochfeldlabor der Universität Florida) beobachtet. Hofstadter beschrieb in seinem Modell Bloch-Elektronen in Magnetfeldern, die die Elektronen auf Bahnen mit der durch das Magnetfeld bestimmten Zyklotron-Frequenzen zwingen. Die Energieniveaus sind quantisiert in Abhängigkeit vom Verhältnis der Zyklotronfrequenz zu den Gitter-Parametern.
Um den Effekt beobachten zu können, musste man allerdings entweder sehr starke Magnetfelder oder Gitter mit sehr großen Gitterabständen (Supergitter) benutzen. 2013 gelang es schließlich durch eine Kombination aus beidem. Die Supergitter wurden mit Graphen auf sehr glatten Bornitrid-Oberflächen erzeugt – beide hatten hexagonale Struktur und deren Zusammenspiel erzeugte eine Art Moiré-Gitter.

### Überblick
Einer großen Öffentlichkeit wurde Douglas R. Hofstadter durch sein populärwissenschaftliches Buch Gödel, Escher, Bach: ein Endloses Geflochtenes Band bekannt, für das er 1980 den Pulitzer-Preis sowie den American Book Award in der Kategorie Science Hardback erhielt. Das Buch nimmt Bezug auf den Mathematiker Kurt Gödel, den Zeichner M. C. Escher und den Komponisten Johann Sebastian Bach im Zusammenhang vielfältiger Betrachtungen unter anderem zum Zen-Buddhismus und zur Künstlichen Intelligenz.
Darin stellt er unter anderem mehrere mathematische Folgen ganzer Zahlen mit einfachen rekursiven Bildungsregeln vor, die seither als Hofstadter-Folgen bezeichnet werden. Die Eigenschaften der bekanntesten unter ihnen, der Q-Folge, konnten bis heute nicht in einem strengen mathematischen Sinn bewiesen werden. Es ist insbesondere unbekannt, ob die Q-Folge an allen Stellen wohldefiniert ist, das heißt, ob sie irgendwo abbricht. Die Darstellung der Q-Folge in Hofstadters Buch ist die erste bekannte Erwähnung einer Meta-Fibonacci-Folge in der Literatur. Ebenfalls aus diesem Werk stammt die seltsame Schleife.
1981 veröffentlichte er gemeinsam mit dem Philosophen Daniel Dennett The Mind’s I (deutscher Titel: Einsicht ins Ich). 1985 erschien Metamagical Themas, eine Sammlung von Artikeln, die er in den Jahren zuvor als ständige Rubrik im Scientific American (dt. als Metamagikum in Spektrum der Wissenschaft) veröffentlicht hatte. In dieser Rubrik folgte er Martin Gardner mit dessen Mathematical Games (dt. Mathematische Spielereien) nach; Metamagical Themas ist ein Anagramm von Mathematical Games.
Im Jahr 1995 erschien Fluid Concepts and Creative Analogies: Computer Models of the Fundamental Mechanisms of Thought, das Hofstadter mit Kollegen der Fluid Analogies Research Group (daher das Wort „FARGonauten“ im Titel der deutschen Ausgabe) vom Center for Research on Concepts and Cognition der Indiana University verfasste. Ein Exemplar dieses Werkes war das erste bei Amazon verkaufte Buch.
In Le Ton beau de Marot: In Praise of the Music of Language aus dem Jahr 1997 diskutiert Hofstadter die Frage der literarischen Übersetzung anhand des Gedichtes À une Damoyselle malade von Clément Marot – verschiedene Übersetzungen des Gedichts durchziehen das Buch – und anhand zahlreicher anderer Werke. Insbesondere spielen die Schönheit der Sprache, das Problem der Übersetzbarkeit des Nichtübersetzbaren und die Frage, wie dicht man am Original bleiben muss, eine große Rolle.
In seinem 2007 veröffentlichten Buch I Am a Strange Loop verbindet Hofstadter seine Gedankenexperimente und intellektuellen Abenteuer mit seiner eigenen Lebensgeschichte.
Sein im Jahr 2013 gemeinsam mit Emmanuel Sander verfasstes Buch Surfaces and Essences: Analogy as the Fuel and Fire of Thinking (deutsch: Die Analogie: Das Herz des Denkens, 2014) widmet sich der Analogie als Grundprinzip menschlichen Denkens und Lernens.

### Themen
Hofstadters Hauptthema ist die Frage nach der Natur der menschlichen Intelligenz, der Erkenntnis und des Selbst. Er nähert sich diesem überwiegend aus der Richtung der Physik, der Informatik, der formalen mathematischen Logik und – in eingeschränktem Maß – der Physiologie. In den 1980er Jahren war er einer der Vertreter jener wissenschaftlichen Richtung, die große Erwartungen an das Fachgebiet der Künstlichen Intelligenz knüpften.
Hofstadter untersucht, wie aus relativ einfachen, „dummen“ Bestandteilen – wie den Neuronen des menschlichen Gehirns – intelligente Systeme mit der Fähigkeit zur Selbstreflexion entstehen können. Hierzu prägte er den Begriff Sphexishness, nach einem bestimmten Verhalten einer Art der Grabwespen (lat. Sphex). Dies ist das Leitmotiv in seinem Buch Gödel, Escher, Bach. Er warnt in diesem Zusammenhang vor zu starker Vereinfachung und schierem Reduktionismus und meint, dass die Lösung in der Synthese von Holismus und Reduktionismus liegen müsse.
Zu den Psi-Experimenten von Daryl Bem schreibt Hofstadter, es müsse eine „Ausschaltvorrichtung für Verrücktheit“ geben (so auch der Titel seines Artikels auf nytimes.com: A Cutoff for Craziness). Er wendet sich gegen die Veröffentlichung von Artikeln, die unser Verständnis vom Wesen des Universums grundsätzlich verändern würden, in wissenschaftlichen Zeitschriften: „If any of his claims were true, then all of the bases underlying contemporary science would be toppled, and we would have to rethink everything about the nature of the universe. ... [W]e cannot lightly publish articles whose implications would necessarily send all of science as we know it crashing to the ground. Instead, we have to find out how those articles are wrong. Or perhaps we simply have to ignore them, because there are a million crazy ideas.“

## Auszeichnungen
1980 wurde Hofstadter für Gödel, Escher, Bach – ein Endloses Geflochtenes Band mit dem National Book Award for Nonfiction und dem Pulitzer-Preis/Sachbuch ausgezeichnet. 2009 wurde er in die American Academy of Arts and Sciences sowie in die American Philosophical Society gewählt. 2018 übernahm er die Albertus-Magnus-Professur der Universität zu Köln. 2022 wurde ihm die Lichtenberg-Medaille verliehen.

## Publikationen (Auswahl)
- Vom Zauber des Zauberwürfels. Mathematische Spielereien. In: Spektrum der Wissenschaft. Spektrum Akademischer Verlag, Mai 1981, ISSN 0170-2971, S. 16 ff. (Enthält u. a. eine Anleitung zur fachgerechten Würfeldemontage, Lösungsstrategie, grafische Muster und Variationen. Englisches Original: Scientific American, 1981).
- Gödel, Escher, Bach: ein Endloses Geflochtenes Band. Klett-Cotta, Stuttgart 1985, ISBN 3-608-94338-2 (amerikanisches Englisch: Gödel, Escher, Bach: an Eternal Golden Braid. Original: 1979). (Platz 1 der Spiegel-Bestsellerliste vom 29. April bis zum 1. September und vom 9. bis zum 22. September 1985)
- Einsicht ins Ich. Fantasien und Reflexionen über Selbst und Seele. Klett-Cotta, Stuttgart 1986, ISBN 3-608-93038-8 (amerikanisches Englisch: The Mind's I. Original: 1981).
- Metamagicum. Fragen nach der Essenz von Geist und Struktur. Klett-Cotta, Stuttgart 1988, ISBN 3-608-95774-X (amerikanisches Englisch: Metamagical Themas. Original: 1985).
- Douglas R. Hofstadter, The Fluid Analogies Research Group (David Chalmers, Daniel Defays, Robert French, Gary McGraw, Melanie Mitchell): Die FARGonauten. Über Analogie und Kreativität. Klett-Cotta, Stuttgart 1996, ISBN 3-608-91758-6 (amerikanisches Englisch: Fluid Concepts and Creative Analogies: Computer Models of the Fundamental Mechanisms of Thought. Übersetzt von Ulrich Enderwitz, Original: 1995).
- Le Ton beau de Marot: In Praise of the Music of Language. 1997.
- Eugene Onegin; A Novel Versification. Basic Books, New York 1999, ISBN 0-465-02094-1.
- Ich bin eine seltsame Schleife. Klett-Cotta, Stuttgart 2008, ISBN 978-3-608-94444-0 (amerikanisches Englisch: I Am a Strange Loop. Übersetzt von Susanne Held, Original: 2007).
- Die Analogie: Das Herz des Denkens. Klett-Cotta, Stuttgart 2014, ISBN 978-3-608-94619-2 (amerikanisches Englisch: Surfaces and Essences: Analogy as the Fuel and Fire of Thinking. Übersetzt von Susanne Held, Original: April 2013 - zuerst veröffentlicht im Februar 2013 unter dem Originaltitel L’Analogie. Cœur de la pensée).